# تپه قورت یاتان
تپه قورت یاتان مربوط به عصر آهن است و در شهرستان زنجان، بخش مرکزی شهرستان زنجان، دهستان قلتوق، ۳ کیلومتری شمال روستای شیخ جابر واقع شده و این اثر در تاریخ ۲۶ اسفند ۱۳۸۷ با شمارهٔ ثبت ۲۵۹۴۸ به‌عنوان یکی از آثار ملی ایران به ثبت رسیده است.